# Doryopteris trilobata
Doryopteris trilobata är en kantbräkenväxtart som beskrevs av Jefferson Prado. Doryopteris trilobata ingår i släktet Doryopteris och familjen Pteridaceae. Inga underarter finns listade.